# Hot Lake
Hot Lake az Amerikai Egyesült Államok északnyugati részén, Oregon állam Union megyéjében elhelyezkedő önkormányzat nélküli település.
Európaiak először 1812. január 1-jén érkeztek a térségbe, amikor Wilson Price Hunt és 32 fős felfedezőcsoportja a Columbia folyóhoz tartva érintette a Grande Ronde-völgyet. Hot Lake-et írásban először Robert Stuart említette ugyanezen év augusztus 7-én. Az 1840-es évektől az Oregon Trailen utazók pihenőhelye lett. Az első szállodát 1864-ben nyitotta meg Samuel F. Newhard, a posta pedig 1883-tól működött. 1884-re kiépült a vasút, 1906-ban pedig az üdülő. Utóbbi később hanyatlásnak indult Dr. W. T. Phy igazgató 1917-es halála, az 1934-es tűz és a nagy gazdasági világválság miatt. A posta 1943-ban zárt be.

## Fordítás
- Ez a szócikk részben vagy egészben  a   Hot Lake, Oregon című angol Wikipédia-szócikk ezen változatának fordításán alapul.  Az eredeti cikk szerkesztőit annak laptörténete sorolja fel. Ez a jelzés csupán a megfogalmazás eredetét és a szerzői jogokat jelzi, nem szolgál a cikkben szereplő információk forrásmegjelöléseként.